# 비니시오 세레소
비니시오 세레소(스페인어: Vinicio Cerezo)는 과테말라의 변호사이자 정치인으로, 중앙아메리카 통합의 신자이다. 그는 1986년부터 1991년까지 대통령으로 재임했다. 중앙아메리카의 하원의원이었던 그는 공화국 의회의 대의원으로 재선된 바 있다. 그는 중미 평화 협정 에스키풀라스 I과 II의 창조자, 발기인, 서명자였다. 현재 중앙아메리카통합 에스키풀라스재단의 의장이다. 그는 또한 센트로 카르테르(Centro Carter)의 의원이며, 비아리츠 포럼(프랑스)과 콘페렌시스타 인테르나시오날의 종신 멤버이다.
그의 당선은 1970년부터 16년간 계속된 군사정부와 부정선거를 종식시키고, 과테말라 민주주의의 시대를 열게 하였다. 세 번의 암살위기에서도 살아난 그는 1985년 대선에 기민당 후보로 출마, 2차 투표에서 68%의 득표율로 국가중앙연합(UNC)의 호르헤 카르피오 후보를 누르고 당선되었다. 이로써 그는 1966년부터 4년간 대통령으로 재임한 훌리오 세사르 멘데스 몬테네그로 이후 16년 만에 민간인정부를 출범시켰다. 세레소의 주요 업적은 쿠데타 기도에도 불구하고 이를 극복하고 민주화 정책들을 실시한 것이다. 그의 재임 기간 동안 과테말라의 민주주의는 발전했으나, 경제 사정이 악화되었고 국가가 내전에 빠지게 되었다. 그는 안정과 평화를 위해, 중앙아메리카 평화 협정 에스키풀라스 I과 II에 각각 서명했다.

## 생애

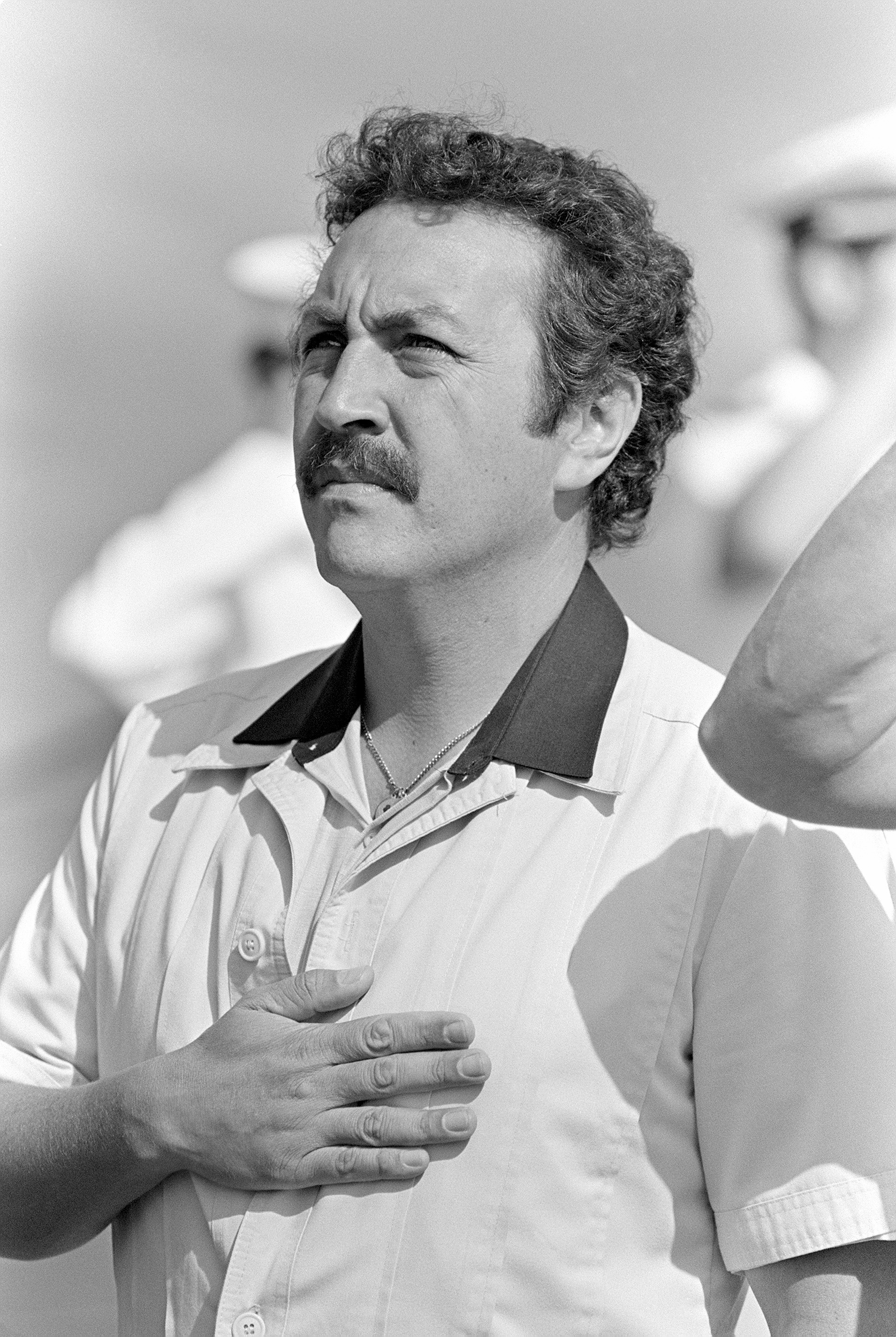
1986년 USS 아이오와 (BB-61) 에서

세레소의 본명은 마르코 비니시오 세레소 아레발로(스페인어: Marco Vinicio Cerezo Arévalo)이다. 그는 1942년 12월 26일 마르코 비니시오 세레소 시에라와 소일라 에스페란사 아레발로 미란다 사이에서 태어났다. 아버지는 대법원 판사였으며, 자유주의와 민주주의를 전통으로 하는 집안의 일원이었다.
콜레히오 살레시아노 돈 보스코에서 학사 학위를 마친 뒤 과테말라시티에 위치한 산 카를로스 대학(USAC)에서 법률과 사회과학 학위를 땄다. 1968년 변호사와 공증인 자격을 갖고 졸업했다.
1967년 로욜라대학의 민주리더십대학원에서 행정 석사를 취득했으며, 2007년 니카라과가톨릭대학에서 명예 박사 학위를 취득했다.

### 대학 생활
산 카를로스 대학을 다니면서, 세레소는 법학부와 사회과학부에 들어갔다. 1962년 3월부터 4월까지 며칠 사이 학생 코디네이터의 일원으로 선출되었다. 1966년, 그는 법대의 학생회 총무로 일했다.
1968년 법학 학위와 사회과학 학위를 딴 뒤, 변호사와 공증인 자격을 갖고 졸업했다. 대학 시절 두 번이나 우수한 학생이라고 칭찬받았으며, 또한 수상받기도 했다.

### 대학생으로서의 리더십

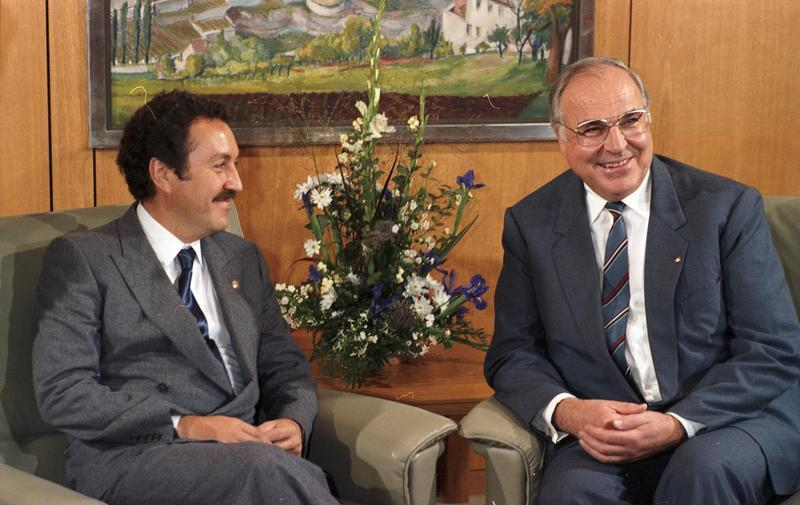
1986년, 본에서 헬무트 콜 독일연방공화국 수상과 함께

학생 시절, 세레소의 정치적, 조직적 리더십은 다음 활동에 나타나 있다.
1963년, 문화적 학생 연합(스페인어: Unión Cultural Estudiantil)의 공동 창립자, 발기인. 대학 논문 - 국가적으로 중요한 이슈를 담은 - 발행의 주최자 겸 발기인
1964년, "제1회 중앙아메리카 학생 인권 회의" 주최.
1964년-1965년, 우엘가 데 돌로레스 위원회의 멤버로 당선
1965년, 법학부위원회 학생대표로 당선
1966년-1967년, 법대의 학생회 총무로 당선: 이 기간 동안 그는 "우수한 성적을 위한 학생 협력 협정" 달성
대학교 학생회 부의장으로 당선

### 정치적 습격
세레소는 일찍이 정치에 관심을 갖게 되었고, PRDN의 우익 정치가, 장군으로 대통령을 역임한 호세 라몬 이디고라스 푸엔테스 - 1958년 혼란 속 선거에서 집권한 과테말라의 군인 출신 대통령이며, 재임 기간 동안 경제 사정이 악화되었고 부패를 만연시킨 장본인 중 하나였다. 그의 정권은 주변으로부터 비난을 들은 것은 물론이요, 좌익혁명으로 붕괴되고 말았다. 실제로 1963년 3월 국방부장관 엔리케 페랄타 아수르디아 대령이 이끄는 군대가 그의 정부를 전복시켰다. - 정권에 항거했던 조직을 이끌었다. 그는 1962년 봄 USAC의 학생 코디네이터로 선출되었다.
그 당시, 세레소 일대는 대학생들이 진보와 개혁을 해내지 못할 가봐 두려워했다. USAC의 학생협회를 이끈 이후, 세레소는 1968년 자신과 정치관이 잘 맞는 기독교민주당(DCG, 줄여서 '기민당')에 입당하였다.

### 1981년 2월 14일의 테러
이 날은 세레소에게 있어 가장 중요한 날이었다. 그 이유는 "하느님께서 나의 삶을 이끄셨고 나를 보호해 주셨으며 나의 계획이 실현되게 하셨다"는 생각을 하게끔 했기 때문이었다. 그 날 그는 탄알과 수류탄, 그리고 폭탄에 의한 공격을 당했는데, 그는 "왜 나는 안 되는가?"라는 생각을 기억했다. 여전히 그는 다친 기억을 갖고 있었지만, 그가 원치 않았던 이 흉터는 그의 삶에서 완벽하고, 나라를 위한 계획이 되길 바랐다.

### 민주화를 위한 장기 저항
1978년부터 1982년까지, 과테말라 인들은 역사적으로 큰 억압을 받아 왔다. 정부는 도시 지역의 게릴라 투쟁과 민중 운동들을 억제한다는 명목으로 강하게 억압했고, 수많은 지식인, 지방자치의원, 학계 인사, 정치인들이 살해되었다. 여기에는 마누엘 콜롬 아르게타(Manuel Colom Argueta), 알베르토 푸엔테스 모르(Alberto Fuentes Mohr) 등을 비롯한 사회민주주의자들과 훌리오 아밀톤 노리에가(Julio Hamilton Noriega), 로베르토 메르틴스(Roberto Mertins), 리카르도 갈린도(Ricardo Galindo), 비니시오 아길라르(Vinicio Aguilar), 플로렌시아 히타이(Florencio Xitay) 등과 같은 기독교민주당 세력들도 포함되어 있었다. 비니시오는 1981년 2월 14일에 있었던 잔인한 테러 속에서 죽음을 가까스로 면할 수 있었다.